# 23402 Turchina
23402 Turchina este un asteroid din centura principală de asteroizi.

## Descriere
23402 Turchina este un asteroid din centura principală de asteroizi. A fost descoperit pe 8 octombrie 1969 la Observatorul astrofizic din Crimeea de Liudmila Cernîh. Asteroidul prezintă o orbită caracterizată de o semiaxă mare de 3,10 ua, o excentricitate de 0,18 și o înclinație de 2,9° în raport cu ecliptica.